# Olivia Mokiejewski
Olivia Mokiejewski (Suresnes, 6 de juny de 1977) és una periodista francesa especialitzada en l'economia mediambiental.

## Biografia
Filla de Jean-Pierre Mocky, va obtenir un diploma d'estudis avançats en economia internacional i economia dels països en transició. Va treballar a la delegació d'AFP de Nova York i, després, a La Chaîne Info. Canvia de paper i passa a esdevenir reportera de France 2, Canal+ i M6. Abans de tornar a France 2 va treballar com a redactora en cap en cap de Vu du ciel, un programa de Yann Arthus-Bertrand. La realització de Orphelins du paradis li va permetre continuar conciliant les seves conviccions i les seves responsabilitats televisives.

## Programació
Olivia Mokiejewski ha col·laborat en els següents programes:
- Ils font bouger la France (France 2)
- Un autre Monde (France 2)
- Nous ne sommes pas des anges (Canal +)
- Capital et Capital Terre (M6)
- Vu du ciel,[3] redactora en cap adjunta (France 2)
- Les Orphelins du paradis (France 2)[4][5]
- L'Emmerdeuse (France 2)[6]